# STAE
STAE corresponde al acrónimo de Sistema de Transporte Asistido de Emergencia que es el sistema de atención prehospitalario del Seguro Social del Perú EsSalud. 
Aplica los principios de la Medicina de emergencias y desastres, de la Medicina prehospitalaria y de la Medicina operacional, para el desarrollo de sus actividades.
Su ámbito de acción se circunscribe a la capital del Perú, Lima, y en ella a la metrópoli. Se caracteriza por una centralización administrativa y descentralización operativa actualmente el Servicio de Transporte Asistido de Emergencia cuenta con 15 ambulancias tipo omega y 10 ambulancias tipo alfa las cuales se encuentran en pleno proceso de cambio de unidades con 35 unidades adquiridas por EsSalud para reflotar el sistema de emergencia.
El modelo STAE se caracteriza por una distribución estratificada de los recursos humanos especializados, en unidades de soporte vital avanzado, intermedio y básico. Donde laboran médicos especialistas en medicina de emergencias y desastres, personal de enfermería especializado en emergencias y desastres y técnicos de urgencia, así como conductores entrenados en reanimación cardiopulmonar, atención del trauma y situaciones de desastre.
En el Perú es cronológicamente el primer sistema médico de atención prehospitalaria en iniciar operaciones. Otras organizaciones privadas sólo alcanzaron ha desarrollarse como servicios prehospitalarios. La tentativa de organizar un verdadero Samu con los recursos del Ministerio de la Salud está de nuevo lanzada.